# Вступ Фінляндії до Європейського Союзу
Вступ Фінляндії до Європейського Союзу (фін. Suomen liittyminen Euroopan unioniin) — процес, за допомогою якого Фінляндської Республіки приєдналася до Європейського Союзу 1 січня 1995 року. Таким чином, Європейський Союз був розширений до 15 держав.

## Історія

### Референдуми та договір про приєднання
За результатами двох референдумів (Фінляндія та Аландські острови) Фінляндія підписала Корфуський договір у 1994 році та приєдналася до Європейського Союзу. Аландські острови підписують спеціальний протокол, що підтверджує конкретні положення, що стосуються його статусу по відношенню до Фінляндії та Європейського Союзу.

## Питання членства в Фінляндії
Питання про Аландські острови постало ще до приєднання Фінляндії; Аландські острови — один із 19 регіонів Фінляндії, вони мають велику автономію та користується статусом асоційованої вільної держави. Ця автономія закріплена в Конституції Фінляндії, а єдиною офіційною мовою Аландських островів є шведська. Мовою навчання є шведська, а фінська, поряд з французькою та німецькою, є факультативним предметом; 5 % фіномовного населення не є визнаною меншиною, тоді як материкова Фінляндія є двомовною. Ось чому на архіпелазі було проведено окремий референдум і до договору про приєднання Фінляндії додано спеціальний протокол, який визначає умови щодо ПДВ, права спільноти та навіть доступу до спільного ринку.